# Marya Lilien
Marya Lilien, właśc. Maria Lilien-Czarnecka (ur. 27 marca 1900 lub 1901 we Lwowie, zm. 12 stycznia 1998 w Zakopanem) – polska architektka, wieloletnia profesor architektury wnętrz.

## Życiorys
Urodziła się 27 marca 1900 lub 1901 roku we Lwowie, w zasymilowanej rodzinie żydowskiej Adolfa Liliena (1863–1911) i Emmy de domo Nierenstein (1867–1934). Jej rodzeństwem byli ekonomista i dyplomata Artur Lilien-Brzozdowiecki i śpiewaczka Klara Janina Bloomfield. Maria ukończyła studia na wydziale architektury Politechniki Lwowskiej, geometrię wykreślną studiując u Kazimierza Bartla. Należała do grona pierwszych kobiet, które obroniły dyplom na tej uczelni. We Lwowie należała do kręgów artystycznych, w których obracali się m.in. Aleksander Krzywobłocki czy Antoni Michalak. W latach 1932–1935 pracowała w zawodzie we Lwowie i w Warszawie, po czym wyjechała do Stanów Zjednoczonych. Na zaproszenie Franka Lloyda Wrighta, który zaproponował jej stypendium, dołączyła do jego pracowni w Taliesin, tym samym zostając pierwszą kobietą, która terminowała u tego architekta. Powróciła do Polski pod koniec lat 30. XX w. Jej portret pt. Pani w niebieskich rękawiczkach wykonany przez Antoniego Michalaka prezentowano na Biennale w Wenecji, w Pittsburghu i podczas Wystawy Światowej w Nowym Jorku w 1939 roku. Po wojnie obraz wystawiano w Carnegie Museum of Art.
Wybuch II wojny światowej zastał Lilien we Lwowie, skąd udało się jej wydostać przez Rumunię do Stanów na ostatnim statku wypływającym z Neapolu przed ogłoszeniem stanu wojny przez Włochy. Amerykańską wizę otrzymała dzięki rekomendacji Wrighta. Lato 1941 roku spędziła w Taliesin, po czym osiadła w Chicago, gdzie rozpoczęła wykładać na School of the Art Institute of Chicago. Na uczelni wprowadziła program dotyczący architektury wnętrz, którego celem było skupienie się na tej dziedzinie tak, jak na samej architekturze, a nie jako czystym ornamencie. Jej podejście do tematu zostało podchwycone w całym kraju. Wkrótce została dyrektorką wydziału Department of Interior Design, piastując to stanowisko przez ćwierć wieku, do 1967 roku. W następnych latach wykładała w Columbia College w Chicago.
W Stanach promowała polską sztukę. Wraz z Marią Werten przygotowała wystawę drzeworytów ludowych w Art Institute of Chicago (1943), zainicjowała także powstanie wystawy Treasures from Poland, którą zaprezentowano tamże w 1966 roku z okazji Tysiąclecia Państwa Polskiego. Prowadziła salon artystyczny, który odwiedzili m.in. Artur Rubinstein, Witold Lutosławski, Witold Rowicki, Wanda Wiłkomirska, Krzysztof Penderecki, Mira Zimińska-Sygietyńska, Tymon Terlecki czy Aleksander i Wala Jantowie. Przyjaźniła się z Felicją Krance. Należała do zarządu Fundacji Kościuszkowskiej, była członkinią Chicago Architectural Foundation oraz Polskiego Instytutu Naukowego w Ameryce.
W latach 70. XX w. jej uczniowie założyli fundację niosącą jej imię: The Marya Lilien Foundation for the Advancement of Interior Design, która zapewnia stypendia dla najlepszych studentów architektury wnętrz.
Pod koniec życia Lilien powróciła do Polski. Zmarła 12 stycznia 1998 roku w Zakopanem.